# Girasole
Girasole (sardinski: Gelisùli) je grad i općina (comune) u pokrajini Nuoru u regiji Sardiniji, Italija. Nalazi se na nadmorskoj visini od 10 metara i ima 1 291 stanovnika.
 Prostire se na 13,16 km². Gustoća naseljenosti je 98 st/km².
Susjedne općine su: Tortolì, Lotzorai i Villagrande Strisaili.